# Luigi Rolando

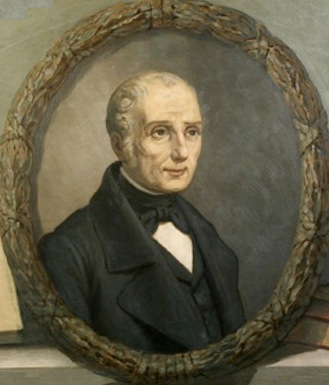
Luigi Rolando

Luigi Rolando (* 16. Juni 1773 in Turin; † 20. April 1831 ebenda) war ein italienischer Anatom und Physiologe.

## Leben
Nach dem frühen Tod seines Vaters wurde Rolando von seinem Onkel, dem Priester Antonio Maffei, aufgezogen. Er studierte in seiner piemontesischen Heimatstadt Philosophie und Medizin. Er wurde 1793 (mit einer Dissertation über die vergleichende Anatomie der Lunge) promoviert und begann danach als Arzt zu praktizieren. 1802 wurde er in das Collegio medico aufgenommen.
1804 folgte der Ruf an die sardische Universität Sassari durch den König von Sardinien-Piemont, Vittorio Emanuele I. Rolando konnte dem Ruf aber erst 1807 folgen, da er aufgrund der Wirren der Napoleonischen Kriege und des Ausbruchs von Gelbfieber in der Hafenstadt Livorno auf dem italienischen Festland verbleiben musste.
Er verbrachte drei Jahre in Florenz und vertiefte dort seine Kenntnisse der Anatomie und des anatomischen Zeichnens. Von 1807 bis 1814 lehrte Rolando schließlich an der Universität Sassari und konnte erst nach Kriegsende nach Turin zurückkehren. Dort wurde er dann zum Professor für Anatomie berufen und praktizierte auch als Leibarzt der königlichen Familie.
1831 starb Rolando an einem Krebsleiden.

## Werk

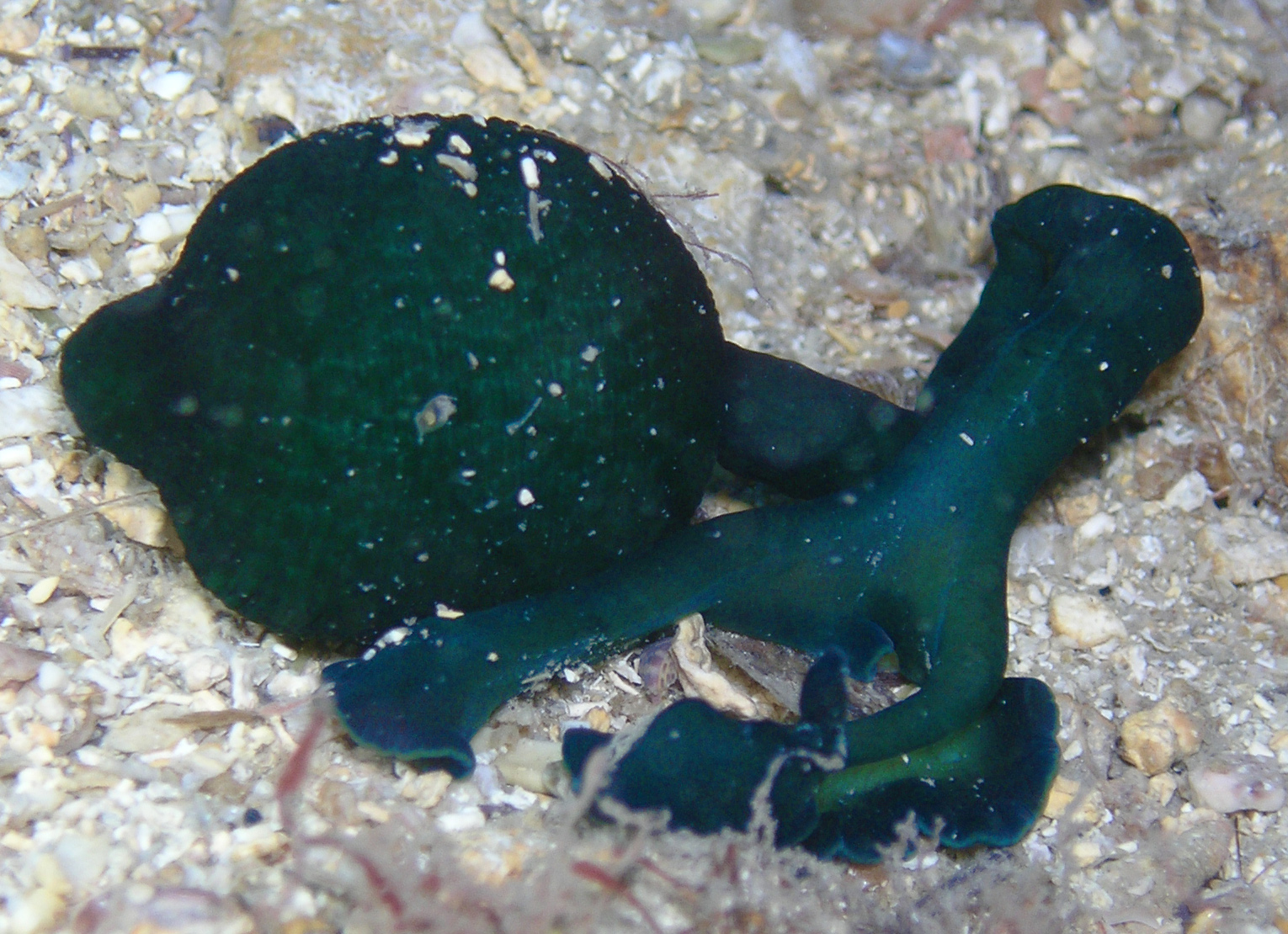
Der Grüne Igelwurm (Bonellia viridis)

Rolandos Beiträge zur Anatomie des Zentralnervensystems wurden durch die Verbindung seines Namens mit dem Sulcus centralis (Fissura Rolandi) sowie einer Struktur des Rückenmarks (Substantia gelatinosa Rolandi) gewürdigt.
Auch eine gutartige Epilepsieform des Kindesalters, die Rolando-Epilepsie, ist mit seinem Namen verbunden, da die typischen hirnelektrischen Entladungen dieser Epilepsieform ihren Ursprung in dem Gewebe um den Sulcus centralis (d. h. die Fissura Rolandi) haben.
Die Wahl Rolandos als Namensgeber für den Sulcus centralis und die Rolando-Epilepsie sind heute umstritten. Beide Benennungen sind allerdings erst postum erfolgt.
Er entdeckte die Funktion des Kleinhirns, als er 1809 entdeckte, dass die Verletzung des Kleinhirns bei Tieren deren Bewegung stark behindert. Nach weiteren Experimenten schloss  Marie-Jean-Pierre Flourens 1824, dass das Kleinhirn die Bewegung koordiniert, aber nicht auslöst oder bewusst plant.
Rolando war auch als Zoologe tätig und beschrieb 1822 erstmals eine bis dahin unbekannte Tierart, den Grünen Igelwurm (Bonellia viridis).

## Schriften
- Sulle cause da cui dipende la vita negli esseri organizzati. 1801.
- Saggio sopra la struttura del cervello dell'uomo e degli animali e sopra le funzioni del sistema nervoso. 1809.
- Manuale di anatomia fisiologica. (1809).
- Cenni fisico-patologici sulle differenti specie d'eccitabilità e d'eccitamento, sull'irritazione e sulle potenze eccitanti, debilitanti ed irritanti coll'aggiunta di riflessioni e di sperienze sulla respirazione e produzione del calore animale. 1821.
- Description d'un animal nouveau qui appartienent à la classe des Echinodermes. 1822.
- Ricerche anatomiche sulla struttura della midolla spinale. 1824.
- Osservazioni sul cervelletto. 1825.
- Della struttura degli emisferi cerebrali. Turin 1830.